# Premio Pulitzer de Ficción
El Premio Pulitzer de Ficción fue creado siguiendo la última voluntad del editor periodístico Joseph Pulitzer y es uno de los siete premios Pulitzer que se otorgan anualmente a las letras, el teatro y la música. Los ganadores deben ser estadounidenses y, de manera preferente, las obras deben estar referidas a temas del país.
El premio, originalmente, se llamó Premio Pulitzer de Novela, entre 1917 y 1948, cuando cambió su nombre por Premio Pulitzer de Ficción. En ese año, por primera vez, ganó un libro de relatos cortos: Cuentos del Pacífico Sur , de James A. Michener  En 1917, el premio de novela no fue entregado. El primero fue dado en 1918. Además de prestigio, el premio otorga 15 mil dólares al ganador.

## Ganadores

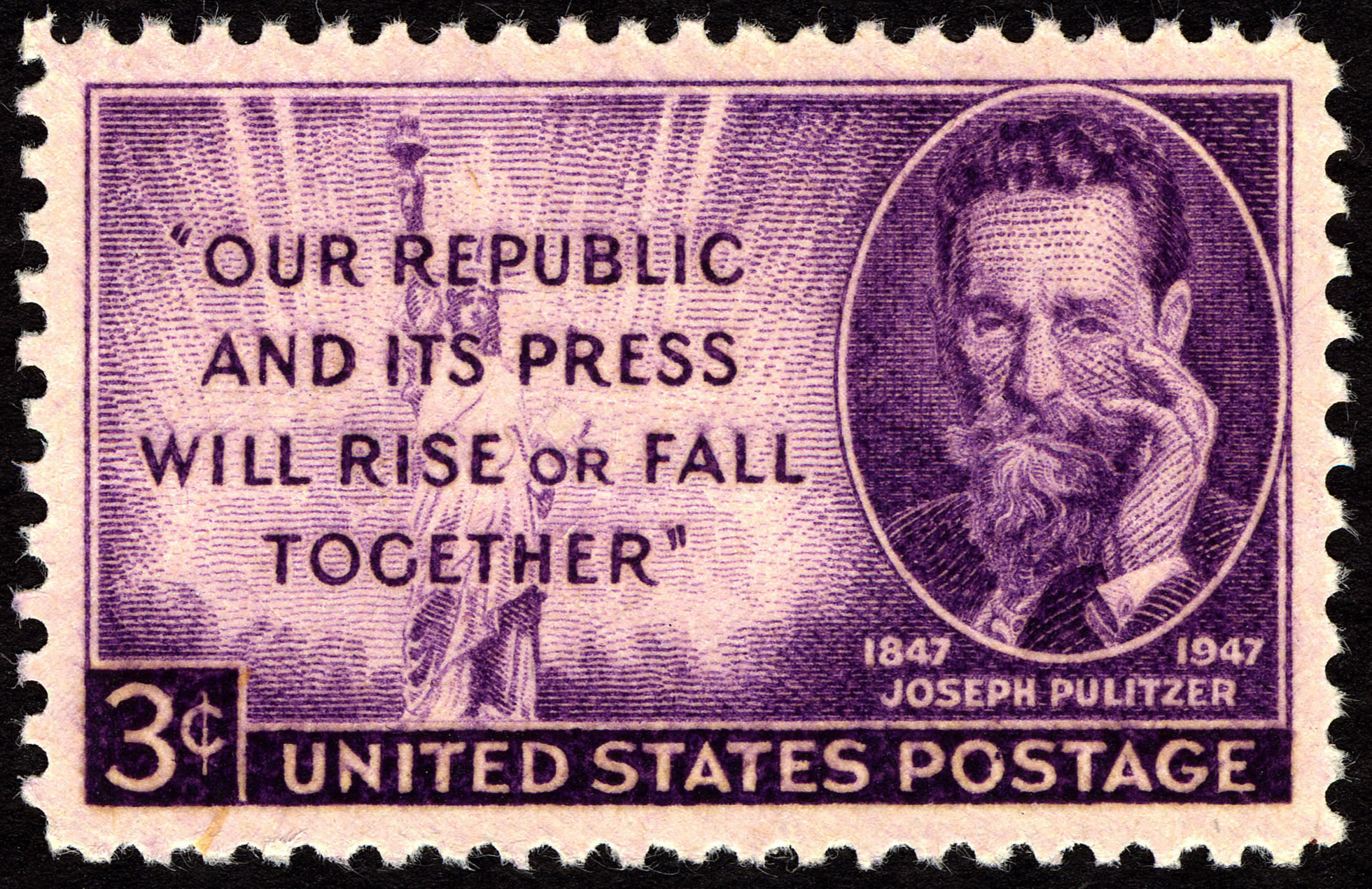
Sello conmemorativo del centenario del nacimiento de Joseph Pulitzer, emitido en Estados Unidos en 1947.

### 1910s
- 1918: His Family de Ernest Poole
- 1919: The Magnificent Ambersons de Booth Tarkington

### 1920s
- 1920: no hubo entrega del premio
- 1921: The Age of Innocence de Edith Wharton
- 1922: Alice Adams de Booth Tarkington
- 1923: One of Ours de Willa Cather
- 1924: The Able McLaughlins de Margaret Wilson
- 1925: So Big: ¡Así de grande! de Edna Ferber
- 1926: Arrowsmith, El doctor Arrowsmith de Sinclair Lewis (premio reusado)
- 1927: Early Autumn de Louis Bromfield
- 1928: The Bridge of San Luis Rey de Thornton Wilder
- 1929: Scarlet Sister Mary de Julia Peterkin

### 1930s
- 1930: Laughing Boy de Oliver La Farge
- 1931: Years of Grace de Margaret Ayer Barnes
- 1932: The Good Earth: La buena tierra de Pearl S. Buck
- 1933: The Store de Thomas Sigismund Stribling
- 1934: Lamb in His Bosom de Caroline Miller
- 1935: Now in November de Josephine Winslow Johnson
- 1936: Honey in the Horn de Harold L. Davis
- 1937: Gone with the Wind: Lo que el viento se llevó de Margaret Mitchell
- 1938: The Late George Apley de John Phillips Marquand
- 1939: The Yearling de Marjorie Kinnan Rawlings

### 1940s
- 1940: The Grapes of Wrath de John Steinbeck
- 1941: no hubo entrega de premio[4]
- 1942: In This Our Life de Ellen Glasgow
- 1943: Dragon's Teeth: Dientes de dragón de Upton Sinclair
- 1944: Journey in the Dark de Martin Flavin
- 1945: A Bell for Adano de John Hersey
- 1946: no hubo entrega de premio
- 1947: All the King's Men: Todos los hombres del rey de Robert Penn Warren
- 1948: Tales of the South Pacific de James A. Michener
- 1949: Guard of Honor de James Gould Cozzens

### 1950s
- 1950: The Way West de A. B. Guthrie, Jr.
- 1951: The Town de Conrad Richter
- 1952: The Caine Mutiny: El motín del Caine de Herman Wouk
- 1954: no hubo entrega de premio
- 1955: A Fable: Una fábula de William Faulkner
- 1956: Andersonville de MacKinlay Kantor
- 1957: no hubo entrega de premio.[5]
  - The Voice At The Back Door de Elizabeth Spencer
- 1958: A Death in the Family: Una muerte en la familia de James Agee (entrega póstuma)
- 1959: The Travels of Jaimie McPheeters de Robert Lewis Taylor

### 1960s
- 1960: Advise and Consent de Allen Drury
- 1961: To Kill a Mockingbird: Matar un ruiseñor de Harper Lee
- 1962: The Edge of Sadness de Edwin O'Connor
- 1963: The Reivers: Los rateros de William Faulkner (entrega póstuma)
- 1964: no hubo entrega de premio
- 1965: The Keepers of the House: Los guardianes de la casa de Shirley Ann Grau
- 1966: The Collected Stories of Katherine Anne Porter de Katherine Anne Porter
- 1967: The Fixer de Bernard Malamud
- 1968: The Confessions of Nat Turner: Las confesiones de Nat Turner de William Styron
- 1969: House Made of Dawn: La casa hecha de alba de N. Scott Momaday

### 1970s
- 1970: The Collected Stories of Jean Stafford de Jean Stafford
- 1971: no hubo entrega de premio[6]
- 1972: Angle of Repose: Ángulo de reposo de Wallace Stegner
- 1973: The Optimist's Daughter de Eudora Welty
- 1974: no hubo entrega de premio[7]
  - Gravity's Rainbow de Thomas Pynchon
- 1975: The Killer Angels de Michael Shaara
- 1976: Humboldt's Gift: El legado de Humboldt de Saul Bellow
- 1977: no hubo entrega de premios[8]
  - A River Runs Through It de Norman MacLean
  - Roots: Raíces de Alex Haley (Premio Pulitzer especial)
- 1978: Elbow Room de James Alan McPherson
- 1979: The Stories of John Cheever de John Cheever

### 1980s
- 1980: The Executioner's Song: La canción del verdugo de Norman Mailer
  - Birdy de William Wharton
  - The Ghost Writer de Philip Roth
- 1981: A Confederacy of Dunces: La conjura de los necios de John Kennedy Toole (entrega póstuma)
  - Godric de Frederick Buechner
  - So Long, See You Tomorrow de William Keepers Maxwell Jr.
- 1982: Rabbit Is Rich: Conejo es rico de John Updike
  - A Flag for Sunrise de Robert Stone
  - Housekeeping: Vida hogareña de Marilynne Robinson
- 1983: The Color Purple: El color púrpura de Alice Walker
  - Dinner at the Homesick Restaurant: Reunión en el restaurante nostalgia de Anne Tyler
  - Rabbis and Wives de Chaim Grade
- 1984: Ironweed de William Kennedy
  - Cathedral: Catedral de Raymond Carver
  - The Feud de Thomas Berger
- 1985: Foreign Affairs de Alison Lurie
  - I Wish This War Were Over de Diana O'Hehir
  - Leaving the Land de Douglas Unger
- 1986: Lonesome Dove de Larry McMurtry
  - The Accidental Tourist: El turista accidental de Anne Tyler
  - Continental Drift de Russell Banks
- 1987: A Summons to Memphis de Peter Taylor
  - Paradise de Donald Barthelme
  - Whites de Norman Rush
- 1988: Beloved de Toni Morrison
  - Persian Nights de Diane Johnson
  - That Night de Alice McDermott
- 1989: Breathing Lessons de: Ejercicios respiratorios de Anne Tyler
  - Where I'm Calling From de Raymond Carver

### 1990s
- 1990: The Mambo Kings Play Songs of Love: Los reyes del mambo tocan canciones de amor de Oscar Hijuelos
  - Billy Bathgate de E. L. Doctorow
- 1991: Rabbit at Rest: Conejo en paz de John Updike
  - Mean Spirit de Linda Hogan
  - The Things They Carried: Las cosas que llevaban los hombres que lucharon de Tim O'Brien
- 1992: A Thousand Acres de Jane Smiley
  - Jernigan de David Gates
  - Lila: An Inquiry into Morals de Robert M. Pirsig
  - Mao II de Don DeLillo
- 1993: A Good Scent from a Strange Mountain de Robert Olen Butler
  - At Weddings and Wakes de Alice McDermott
  - Black Water: Agua negra de Joyce Carol Oates
- 1994: The Shipping News: Atando cabos de E. Annie Proulx
  - The Collected Stories of Reynolds Price de Reynolds Price
  - Operation Shylock: A Confession de Philip Roth
- 1995: The Stone Diaries de Carol Shields
  - The Collected Stories of Grace Paley de Grace Paley
  - What I Lived For de Joyce Carol Oates
- 1996: Independence Day: El día de la Independencia de Richard Ford
  - Mr. Ives' Christmas de Oscar Hijuelos
  - Sabbath's Theater de Philip Roth
- 1997: Martin Dressler: The Tale of an American Dreamer de Steven Millhauser
  - The Manikin de Joanna Scott
  - Unlocking the Air and Other Stories de Ursula K. Le Guin
- 1998: American Pastoral: Pastoral Americana de Philip Roth
  - Bear and His Daughter: Stories de Robert Stone
  - Underworld de Don DeLillo
- 1999: The Hours: Las horas de Michael Cunningham
  - Cloudsplitter de Russell Banks
  - The Poisonwood Bible: La Biblia envenenada de Barbara Kingsolver

### 2000s
- 2000: Intérprete de emociones de Jhumpa Lahiri
  - Close Range: Wyoming Stories de Annie Proulx
  - Waiting: La espera de Ha Jin
- 2001: The Amazing Adventures of Kavalier & Clay: Las asombrosas aventuras de Kavalier y Clay de Michael Chabon
  - Blonde de Joyce Carol Oates
  - The Quick and the Dead de Joy Williams
- 2002: Empire Falls de Richard Russo
  - The Corrections: Las correcciones de Jonathan Franzen
  - John Henry Days de Colson Whitehead
- 2003: Middlesex de Jeffrey Eugenides
  - Servants of the Map: Stories de Andrea Barrett
  - You Are Not a Stranger Here de Adam Haslett
- 2004: The Known World: El mundo conocido de Edward P. Jones
  - American Woman de Susan Choi
  - Evidence of Things Unseen de Marianne Wiggins
- 2005: Gilead de Marilynne Robinson
  - An Unfinished Season de Ward Just
  - War Trash de Ha Jin
- 2006: March  de Geraldine Brooks
  - The Bright Forever de Lee Martin
  - The March: La gran marcha de E. L. Doctorow
- 2007: The Road: La carretera de Cormac McCarthy
  - After This de Alice McDermott
  - The Echo Maker de Richard Powers
- 2008: The Brief Wondrous Life of Oscar Wao: La maravillosa vida breve de Óscar Wao de Junot Díaz
  - Shakespeare's Kitchen de Lore Segal
  - Tree of Smoke por Denis Johnson
- 2009: Olive Kitteridge de Elizabeth Strout
  - All Souls de Christine Schutt
  - The Plague of Doves de Louise Erdrich

### 2010s
- 2010: Tinkers de Paul Harding
  - In Other Rooms, Other Wonders de Daniyal Mueenuddin
  - Love in Infant Monkeys de Lydia Millet
- 2011: A Visit From the Goon Squad: El tiempo es un canalla de Jennifer Egan
  - The Privileges de Jonathan Dee
  - The Surrendered de Chang-Rae Lee
- 2012: no hubo entrega de premio
  - Train Dreams de Denis Johnson
  - Swamplandia! de Karen Russell
  - The Pale King de David Foster Wallace (nominación póstuma)
- 2013: Jun Do (The Orphan Master's Son) de Adam Johnson
  - What We Talk About When We Talk About Anne Frank de Nathan Englander
  - The Snow Child de Eowyn Ivey
- 2014: The Goldfinch: El jilguero de Donna Tartt
  - The Son de Philipp Meyer
  - The Woman Who Lost Her Soul de Bob Shacochis
- 2015: All the Light We Cannot See: La luz que no puedes ver de Anthony Doerr
  - Let Me Be Frank with You: Francamente, Frank de Richard Ford
  - The Moor's Account de Laila Lalami
  - Lovely, Dark, Deep de Joyce Carol Oates
- 2016: El simpatizante de Viet Thanh Nguyen[9]
  - Get in Trouble: Stories de Kelly Link
  - Maud's Line de Margaret Verble
- 2017: The Underground Railroad: El ferrocarril subterráneo de Colson Whitehead
  - Imagine Me Gone de Adam Haslett
  - The Sport of Kings de C. E. Morgan
- 2018: Less de Andrew Sean Greer
  - In The Distance: A lo lejos de Hernan Díaz
  - The Idiot de Elif Batuman
- 2019: The Overstory de Richard Powers
  - The Great Believers: Los optimistas de Rebecca Makkai
  - There There de Tommy Orange

### 2020s
- 2020: The Nickel Boys de Colson Whitehead
  - The Dutch House: La casa holandesa de Ann Patchett
  - The Topeka School de Ben Lerner
- 2021: El vigilante nocturno de Louise Erdrich
  - A Registry of My Passage Upon the Earth de Daniel Mason
  - Telephone de Percival Everett
- 2022: The Netanyahus de Joshua Cohen
  - Monkey Boy de Francisco Goldman
  - Palmares de Gayl Jones
- 2023: Demon Copperhead, Barbara Kingsolver y Trust: Fortuna de Hernán Díaz
  - The Immortal King Rao de Vauhini Vara
- 2024: Night Watch de Jayne Anne Phillips
  - Wednesday's Child de Yiyun Li
  - Same Bed Different Dreams, Ed Park